# 南翔鎮
南翔鎮（なんしょう-ちん）は、中華人民共和国上海市嘉定区に位置する鎮。古より商業貿易が発展し、繁栄していたため当「銀南翔」と称されていた。「嘉定三鎮」の一つである。1991年に上海市四大歴史文化史跡の一つに選ばれた。

## 地理
上海中心地から西北約18キロメートルの郊外に位置し、中国で最初に建設された滬嘉高速道路により上海市内と接続している。

## 行政区画
下部に12社区、8行政村を管轄する。
- 社区
  - 白鶴社区
  - 徳華社区
  - 徳園社区
  - 虹翔社区
  - 南華社区
  - 翔華社区
  - 古漪園社区
  - 銀翔社区
  - 豊翔社区
  - 永翔社区
  - 宝翔社区
  - 雲翔社区
- 村
  - 紅翔村
  - 静華村
  - 瀏翔村
  - 曙光村
  - 新豊村
  - 新裕村
  - 永豊村
  - 永楽村

## 観光地
- 白鶴南翔寺：505年に建立された古刹。
- 古漪園：明代の万暦年間に造園され、当時奇園と称された。1746年（乾隆11年）の大改築の際に古漪園（漪：水流れてぴかぴかの様子）と改名された明代の江南地方を代表する庭園である。

## 食事
- 南翔小籠包：上海を代表する小吃。